# Gazette de Leopol
Gazette de Leopol (рус. Львовская газета) — первое известное периодическое издание на территории нынешней Украины . Выходила в Львове на французском языке в течение 1776 года.
Еженедельная газета формата 23х18 см и объёмом 4 страницы, издавалась с января 1776 года, выходила нерегулярно, за год появилось 52 номера. Сохранилась лишь первая годовая подшивка газеты. Сейчас фотокопии экземпляров газеты храняют в Отделе рукописных, старопечатных и редких книг Львовской научной библиотеки им. В. Стефаника НАН Украины.
Содержание газеты «Gazette de Leopol», насколько можно судить по первым сохранившемся номерам, было исключительно информационным. Информация носила политический и бытовой характер, была очень разнообразной и касалась событий во всех самых известных городах Европы. По своему объёму статьи соответствовали телеграммам и хроникёрским новостям нынешних газет.
В заголовке газеты было изображение герба Австрии (двуглавый орёл), увитый цветами. Девиз газеты на латинском языке — «Sub umbra alarum tuarum» («Под сенью твоих крыльев»), написанный на ленте, которую орёл держал в своих когтях.
«Gazette de Leopol» имела также отдельные приложения, содержащие отчасти обычные известия, которые были и в самой газете, а отчасти — слухи.
Сохранилось одно приложение на итальянском языке. «Gazette de Leopol» печаталась в типографии Пиллера во Львове. Владельцем и издателем её был некий Оссуди (chevalier Ossoudi).
Издание газеты предназначалось для аристократии галицкого общества.